# 巴库姆
巴库姆是德国下萨克森州的一个市镇。总面积78.72平方公里，总人口5852人，其中男性2968人，女性2884人（2011年12月31日），人口密度74人/平方公里。